# Parc Nacional de Dudhwa
Dudhwa és una àrea protegida de selva entre Mohana i el riu Suhaili que el 1861 fou declarada reserva forestal i el 1958 fou declarat santuari de vida animal; el 1977 el govern d'Uttar Pradesh va declarar la zona com a parc nacional amb una superfície de 614 km², amb el nom de Dudwa National Park o Dudhwa National Park.
A 30 km hi ha la "Kishunpur Pashu Vihar" (Kishanpur Wildlife Sanctuary), un santuari per alguns animals i especialment el tigre, amb 204 km² a la riba del riu Sharda i rodejat per la selva de Sal i altres.
El 1987 el parc i el santuari foren reunits per formar com a conjunt la Dudwa Tiger Reserve (Reserva de Tigres de Dudwa) amb una superfície de 775 km² després ampliada amb la Katarniaghat Wildlife Sanctuary fins a 818 km².
S'hi troben diverses espècies poc freqüents o en perill, incloent tigres, lleopards, rinoceronts d'un sol corn, elefants, cèrvids, llebres, cérvols dels pantans, cérvols negres, i altres.